# Анатолий (Апостолидис)
Митрополи́т Анато́лий (греч. Μητροπολίτης Ανατόλιος, в миру Илья́ Гео́ргиевич Апо́столов или Или́ас Апостоли́дис, греч. Ηλίας Αποστολίδης; 18 [30] июля 1893, Феодосия, Таврическая губерния — 26 июня 1976, Афины) — епископ Православной церкви в Америке, митрополит Монреальский и Канадский (1961—1962).

## Биография
Родился в 1893 году в Феодосии, в семье понтийских греков Георгия и Марии Апостоловых (Апостолиди).
В 1910 году, по второму разряду, окончил Симферопольское духовное училище и в 1915 году Таврическую духовную семинарию. В 1916 году окончил Чугуевское военное училище.
6 августа 1922 года архиепископом Таврическим и Симферопольским Никодимом (Кротковым) был хиротонисан диакона, 7 августа 1922 года — во пресвитера.
В период с 1922 по 1927 год из-за отказа сотрудничать с так называемой «Живой церковью», четыре раза подвергался арестам, высылке и приговорён к смертной казни, но из-за вмешательства посла Греции в СССР Накоса Панурьяса (греч. Νάκος Πανουριάς, приговор не был приведён в исполнение и в 1927 году он был депортирован из СССР.
По приезде в Грецию, служил в Кастанице, в Леонидионе и Перистерионе.
С 1932 года был настоятелем прихода святого апостола Фомы в Амбелокипи, а с февраля 1953 года служил в Свято-Троицкой русской церкви в Афинах.
19 сентября 1961 года митрополитом Северо-Американским Леонтием (Туркевичем), архиепископом Бостонским и Новой Англии Иринеем (Бекишем) и архиепископом Питтсбургским и Западно-Вирджинским Вениамином (Басалыгой) был хиротонисан во епископа Монреальского и Канадского.
В марте 1962 года вышел на покой и вернулся в Грецию, где до 1966 года продолжал служить в Свято-Троицкой церкви в Афинах.
Скончался 26 июня 1976 года в Афинах.